# فيتزروي سيمبسون
فيتزروي سيمبسون (بالإنجليزية: Fitzroy Simpson)‏ (مواليد 26 فبراير 1970) هو لاعب كرة قدم. يلعب مع منتخب جامايكا لكرة القدم. سبق له أن لعب في كأس العالم لكرة القدم مع منتخب بلاده.

## روابط خارجية
- فيتزروي سيمبسون على موقع الاتحاد الدولي (مؤرشف)  (الإنجليزية)
- فيتزروي سيمبسون على موقع قاعدة بيانات كرة القدم.إي يو (الإنجليزية)
- فيتزروي سيمبسون على موقع ناشيونال فوتبول تيمز (الإنجليزية)
- فيتزروي سيمبسون على موقع Soccerbase.com (لاعب) (الإنجليزية)
- فيتزروي سيمبسون على موقع عالم كرة القدم.نت (الإنجليزية)